# Resposta a la demanda

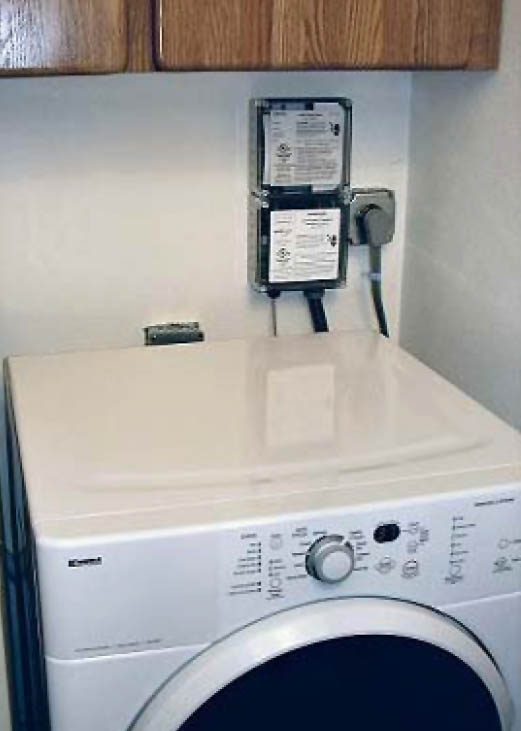
Una assecadora de roba que utilitza un interruptor de resposta a la demanda per reduir la demanda màxima

La resposta a la demanda és un canvi en el consum d'energia d'un client de la companyia elèctrica per adaptar millor la demanda d'energia al subministrament. Fins a la disminució del cost de l'emmagatzematge per bombament i les bateries al segle XXI, l'energia elèctrica no es podia emmagatzemar fàcilment, per la qual cosa les companyies elèctriques tradicionalment han igualat l'oferta i la demanda reduint la taxa de producció de les seves centrals elèctriques, posant en funcionament o desconnectant unitats de generació o important energia d'altres companyies elèctriques. Hi ha límits al que es pot aconseguir pel que fa a l'oferta, perquè algunes unitats de generació poden trigar molt a arribar a la seva màxima potència, algunes unitats poden ser molt cares de fer funcionar i la demanda de vegades pot ser superior a la capacitat de totes les centrals elèctriques disponibles juntes. La resposta a la demanda, un tipus de gestió de la demanda d'energia, busca ajustar en temps real la demanda d'energia en lloc d'ajustar l'oferta.
Les companyies de serveis públics poden senyalitzar les sol·licituds de demanda als seus clients de diverses maneres, com ara la mesuració simple fora de les hores punta, en què l'energia és més barata a certes hores del dia, i la mesuració intel·ligent, en què es poden comunicar als clients sol·licituds explícites o canvis de preu.

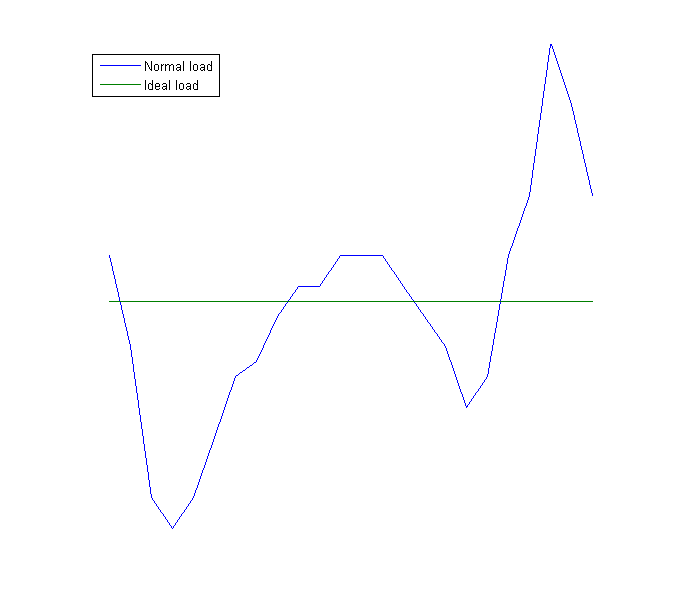
Diagrama de càrrega diària; el blau mostra l'ús real de la càrrega i el verd mostra la càrrega ideal.

El client pot ajustar la demanda d'energia posposant algunes tasques que requereixen grans quantitats d'energia elèctrica o pot decidir pagar un preu més alt per la seva electricitat. Alguns clients poden canviar part del seu consum a fonts alternatives, com ara panells solars i bateries in situ.
En molts aspectes, la resposta a la demanda es pot definir simplement com un sistema de racionament econòmic del subministrament d'energia elèctrica habilitat per la tecnologia. En la resposta a la demanda, el racionament voluntari s'aconsegueix mitjançant incentius de preus: oferir un preu unitari net més baix a canvi d'una reducció del consum d'energia en períodes punta. La implicació directa és que els usuaris de la capacitat d'energia elèctrica que no redueixin el consum (càrrega) durant els períodes punta pagaran preus unitaris de "punta", ja sigui directament o inclosos en les tarifes generals.
El racionament involuntari, si s'utilitzaria, s'aconseguiria mitjançant apagades progressives durant els períodes de càrrega punta. A la pràctica, les onades de calor d'estiu i les gelades profundes d'hivern es podrien caracteritzar per talls de corrent planificats per a consumidors i empreses si el racionament voluntari mitjançant incentius no aconsegueix reduir la càrrega adequadament per igualar el subministrament elèctric total.

## Rerefons
A partir del 2011, segons la Comissió Federal Reguladora de l'Energia dels Estats Units, la resposta a la demanda (DR) es definia com: "Canvis en el consum elèctric per part dels clients finals respecte als seus patrons de consum normals en resposta a canvis en el preu de l'electricitat al llarg del temps, o a pagaments d'incentius dissenyats per induir un menor consum d'electricitat en moments de preus elevats al mercat majorista o quan la fiabilitat del sistema està en perill". La DR inclou totes les modificacions intencionades dels patrons de consum d'electricitat per induir els clients que tenen com a objectiu alterar el moment, el nivell de demanda instantània o el consum total d'electricitat. El 2013, es preveia que els programes de resposta a la demanda es dissenyessin per disminuir el consum d'electricitat o canviar-lo dels períodes punta als períodes fora de les hores punta, depenent de les preferències i els estils de vida dels consumidors. El 2016, la resposta a la demanda es va definir com "una àmplia gamma d'accions que es poden dur a terme al costat del client del comptador d'electricitat en resposta a condicions particulars dins del sistema elèctric, com ara la congestió de la xarxa en períodes punta o els preus alts". El 2010, la resposta a la demanda es definia com una reducció de la demanda dissenyada per reduir els pics de demanda o evitar emergències del sistema. Pot ser una alternativa més rendible que afegir capacitats de generació per satisfer els pics de demanda i els pics ocasionals. L'objectiu subjacent de la DR és involucrar activament els clients en la modificació del seu consum en resposta als senyals de preus. L'objectiu és reflectir les expectatives de l'oferta mitjançant senyals o controls de preus al consumidor i permetre canvis dinàmics en el consum en relació amb el preu.
A les xarxes elèctriques, la RD és similar als mecanismes de demanda dinàmica per gestionar el consum d'electricitat dels clients en resposta a les condicions de subministrament, per exemple, fent que els clients d'electricitat redueixin el seu consum en moments crítics o en resposta als preus de mercat. La diferència és que els mecanismes de resposta a la demanda responen a sol·licituds explícites de tancament, mentre que els dispositius de demanda dinàmica es tanquen passivament quan es detecta tensió a la xarxa. La resposta a la demanda pot implicar reduir la potència utilitzada o iniciar la generació in situ, que pot estar o no connectada en paral·lel a la xarxa. Aquest és un concepte força diferent de l'eficiència energètica, que significa utilitzar menys energia per dur a terme les mateixes tasques, de manera contínua o sempre que es realitza aquesta tasca. Alhora, la resposta a la demanda és un component de la demanda intel·ligent d'energia, que també inclou l'eficiència energètica, la gestió de l'energia a la llar i els edificis, els recursos renovables distribuïts i la càrrega de vehicles elèctrics.
Els esquemes actuals de resposta a la demanda s'implementen amb clients comercials, grans i petits, així com residencials, sovint mitjançant l'ús de sistemes de control dedicats per descarregant càrregues en resposta a una sol·licitud d'una empresa de serveis públics o a les condicions de preus de mercat. Els serveis (llums, màquines, aire condicionat) es redueixen d'acord amb un esquema de priorització de càrrega preplanificat durant els períodes crítics. Una alternativa a la descàrrega és la generació d'electricitat in situ per complementar la xarxa elèctrica. En condicions d'escassament del subministrament d'electricitat, la resposta a la demanda pot reduir significativament el preu màxim i, en general, la volatilitat del preu de l'electricitat.
La resposta a la demanda s'utilitza generalment per referir-se als mecanismes utilitzats per animar els consumidors a reduir la demanda, reduint així la demanda màxima d'electricitat. Com que els sistemes de generació i transmissió d'electricitat generalment es dimensionen per correspondre a la demanda màxima (més el marge per a errors de previsió i esdeveniments imprevistos), la reducció de la demanda màxima redueix els requisits generals de costos de la planta i de capital. Tanmateix, depenent de la configuració de la capacitat de generació, la resposta a la demanda també es pot utilitzar per augmentar la demanda (càrrega) en moments d'alta producció i baixa demanda. Alguns sistemes poden fomentar així l'emmagatzematge d'energia per arbitrar entre períodes de baixa i alta demanda (o preus baixos i alts). La mineria de bitcoins és un procés que requereix molta electricitat per convertir la infraestructura de maquinari informàtic, les habilitats de programari i l'electricitat en moneda electrònica. La mineria de bitcoins s'utilitza per augmentar la demanda durant les hores excedents consumint energia més barata.
Hi ha tres tipus de resposta a la demanda: resposta a la demanda d'emergència, resposta a la demanda econòmica i resposta a la demanda de serveis auxiliars. La resposta a la demanda d'emergència s'utilitza per evitar interrupcions involuntàries del servei durant els períodes d'escassetat de subministrament. La resposta econòmica a la demanda s'utilitza per permetre als clients d'electricitat reduir el seu consum quan la productivitat o la conveniència de consumir aquesta electricitat val menys per a ells que pagar per l'electricitat. La resposta a la demanda de serveis auxiliars consisteix en una sèrie de serveis especialitzats que són necessaris per garantir el funcionament segur de la xarxa de transmissió i que tradicionalment han estat proporcionats pels generadors.

## Preus de l'electricitat

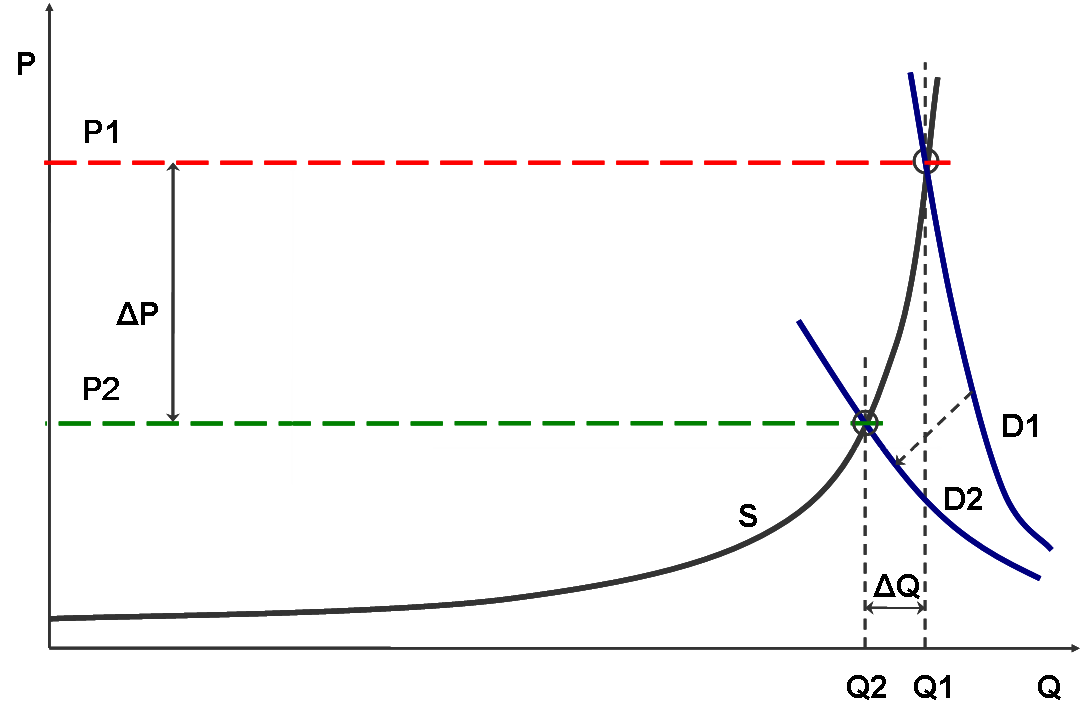
Explicació dels efectes de la resposta a la demanda en un gràfic de quantitat (Q) - preu (P). Sota una demanda inelàstica (D1), un preu extremadament alt (P1) pot provocar una tensió al mercat de l'electricitat.
Si s'empren mesures de resposta a la demanda, la demanda esdevé més elàstica (D2). Un preu molt més baix resultarà al mercat (P2).S'estima que una reducció del 5% de la demanda comportaria una reducció del preu del 50% durant les hores punta de la crisi elèctrica de Califòrnia del 2000/2001. El mercat també esdevé més resistent a la retirada intencionada d'ofertes per part de l'oferta.

En la majoria dels sistemes d'energia elèctrica, alguns o tots els consumidors paguen un preu fix per unitat d'electricitat independent del cost de producció en el moment del consum. El preu al consumidor pot ser establert pel govern o un regulador, i normalment representa un cost mitjà per unitat de producció durant un període de temps determinat (per exemple, un any). Per tant, el consum no és sensible al cost de producció a curt termini (per exemple, per hora). En termes econòmics, l'ús d'electricitat per part dels consumidors és inelàstic en períodes de temps curts, ja que els consumidors no s'enfronten al preu real de producció; si els consumidors s'enfrontessin als costos de producció a curt termini, estarien més inclinats a canviar el seu ús d'electricitat en reacció a aquests senyals de preu. Un economista pur podria extrapolar el concepte per plantejar la hipòtesi que els consumidors atesos per aquestes tarifes fixes estan dotats d'"opcions de compra" teòriques sobre l'electricitat, tot i que en realitat, com qualsevol altra empresa, el client simplement compra el que s'ofereix al preu acordat. Un client d'uns grans magatzems que compra un article de 10 dòlars a les 9.00 del matí podria notar que hi ha 10 venedors a la planta, però només un ocupat atenent-lo, mentre que a les 3.00 de la tarda el client podria comprar el mateix article de 10 dòlars i notar que els 10 venedors estan ocupats. De manera similar, el cost de vendes dels grans magatzems a les 9.00 del matí podria ser, per tant, de 5 a 10 vegades superior al seu cost de vendes a les 15.00, però seria inversemblant afirmar que el client, en no pagar significativament més per l'article a les 9.00 del matí que a les 15.00, tenia una "opció de compra" sobre l'article de 10 dòlars.
En pràcticament tots els sistemes elèctrics, l'electricitat es produeix mitjançant generadors que es distribueixen per ordre de mèrit, és a dir, els generadors amb el cost marginal més baix (el cost variable de producció més baix) s'utilitzen primer, seguits dels següents més barats, etc., fins que es satisfà la demanda instantània d'electricitat. En la majoria de sistemes elèctrics, el preu a l'engròs de l'electricitat serà igual al cost marginal del generador de cost més alt que injecta energia, que variarà segons el nivell de demanda. Així doncs, la variació en els preus pot ser significativa: per exemple, a Ontario entre l'agost i el setembre del 2006, els preus majoristes (en dòlars canadencs) pagats als productors van oscil·lar entre un màxim de 318 dòlars per MW·h i un mínim de - (negatiu) 3,10 dòlars per MW·h. No és estrany que el preu variï per un factor de dos a cinc a causa del cicle de demanda diària. Un preu negatiu indica que es cobrava als productors per subministrar electricitat a la xarxa (i els consumidors que paguen preus en temps real poden haver rebut un descompte per consumir electricitat durant aquest període). Això generalment passa a la nit, quan la demanda cau a un nivell en què tots els generadors funcionen als seus nivells mínims de producció i alguns d'ells s'han d'apagar. El preu negatiu és l'incentiu per aconseguir aquests tancaments amb el menor cost possible.
Dos estudis de Carnegie Mellon del 2006 van analitzar la importància de la resposta a la demanda per a la indústria elèctrica en termes generals i amb l'aplicació específica de preus en temps real per als consumidors per a l'autoritat de transmissió regional d'interconnexió PJM, que dóna servei a 65 milions de clients als EUA amb 180 gigawatts de capacitat de generació. Aquest darrer estudi va concloure que fins i tot petits canvis en la demanda punta tindrien un gran efecte en l'estalvi per als consumidors i evitarien costos per a la capacitat punta addicional: un canvi de l'1% en la demanda punta resultaria en un estalvi del 3,9%, és a dir, milers de milions de dòlars a nivell de sistema. Una reducció d'aproximadament el 10% en la demanda punta (aconseguible depenent de l'elasticitat de la demanda) resultaria en un estalvi dels sistemes d'entre 8 i 28.000 milions de dòlars.
En un document de debat, Ahmad Faruqui, director del Brattle Group, estima que una reducció del 5% en la demanda màxima d'electricitat als EUA podria generar aproximadament 35.000 milions de dòlars en estalvis de costos durant un període de 20 anys, excloent el cost dels mesuradors i les comunicacions necessàries per implementar la fixació dinàmica de preus necessària per aconseguir aquestes reduccions. Tot i que els beneficis nets serien significativament inferiors als 35.000 milions de dòlars declarats, encara serien força substancials. A Ontario, Canadà, l'Operador Independent del Sistema d'Electricitat ha observat que el 2006 la demanda màxima va superar els 25.000 megawatts durant només 32 hores del sistema (menys del 0,4% del temps), mentre que la demanda màxima durant l'any va ser d'una mica més de 27.000 megawatts. La capacitat de "reduir" la demanda màxima basant-se en compromisos fiables permetria, per tant, a la província reduir la capacitat construïda en aproximadament 2.000 megawatts.

## Xarxes elèctriques i resposta a la demanda màxima

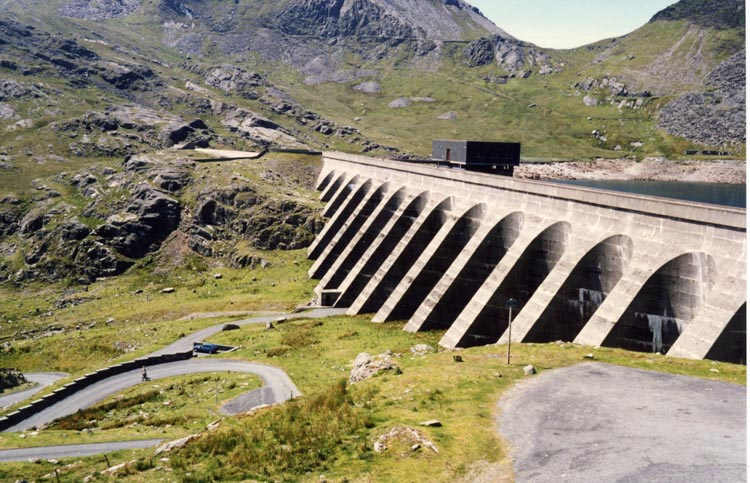
El dipòsit superior (Llyn Stwlan) i la presa del sistema d'emmagatzematge per bombeig de Ffestiniog al nord de Gal·les

En una xarxa elèctrica, el consum i la producció d'electricitat han d'estar equilibrats en tot moment; qualsevol desequilibri significatiu podria causar inestabilitat de la xarxa o fluctuacions greus de tensió, i causar fallades dins de la xarxa. Per tant, la capacitat de generació total es dimensiona per correspondre a la demanda punta total amb un cert marge d'error i una opció per a contingències (com ara que les plantes estiguin fora de línia durant els períodes de demanda punta). Els operadors generalment planejaran utilitzar la capacitat de generació més econòmica (en termes de cost marginal) en un període determinat i utilitzaran capacitat addicional de plantes més cares a mesura que augmenta la demanda. En la majoria dels casos, la resposta a la demanda té com a objectiu reduir la demanda màxima per reduir el risc de possibles pertorbacions, evitar requisits addicionals de costos de capital per a plantes addicionals i evitar l'ús de plantes operatives més cares o menys eficients. Els consumidors d'electricitat també pagaran preus més alts si la capacitat de generació s'utilitza d'una font de generació d'energia de cost més elevat.
La resposta a la demanda també es pot utilitzar per augmentar la demanda durant períodes d'alta oferta i baixa demanda. Alguns tipus de centrals generadores han de funcionar gairebé a plena capacitat (com la nuclear), mentre que altres tipus poden produir a un cost marginal insignificant (com l'eòlica i la solar). Com que normalment hi ha una capacitat limitada per emmagatzemar energia, la resposta a la demanda pot intentar augmentar la càrrega durant aquests períodes per mantenir l'estabilitat de la xarxa. Per exemple, a la província d'Ontario, el setembre del 2006, hi va haver un curt període en què els preus de l'electricitat van ser negatius per a certs usuaris. L'emmagatzematge d'energia, com ara la hidroelectricitat per bombament, és una manera d'augmentar la càrrega durant períodes de baixa demanda per al seu ús durant períodes posteriors. L'ús de la resposta a la demanda per augmentar la càrrega és menys comú, però pot ser necessari o eficient en sistemes on hi ha grans quantitats de capacitat de generació que no es pot reduir fàcilment.
Algunes xarxes poden utilitzar mecanismes de preus que no són en temps real, però més fàcils d'implementar (els usuaris paguen preus més alts durant el dia i preus més baixos a la nit, per exemple) per proporcionar alguns dels beneficis del mecanisme de resposta a la demanda amb requisits tecnològics menys exigents. Al Regne Unit, l'Economy 7 i esquemes similars que intenten desplaçar la demanda associada a la calefacció elèctrica a períodes nocturns fora de les hores punta han estat en funcionament des dels anys setanta. Més recentment, el 2006, Ontario va començar a implementar un programa de "comptadors intel·ligents" que implementa preus per "hora d'ús" (TOU), que escalonen els preus segons els horaris de les hores punta, mitjanes hores punta i fora de les hores punta. Durant l'hivern, les hores punta es defineixen com el matí i la tarda, les hores punta des del migdia fins a la tarda, i les hores fora punta com la nit; durant l'estiu, els períodes punta i mitja punta s'inverteixen, cosa que reflecteix l'aire condicionat com a motor de la demanda d'estiu. A partir de l'1 de maig de 2015, la majoria de les companyies elèctriques d'Ontario han completat la conversió de tots els clients a la facturació per hora d'ús amb "comptador intel·ligent", amb tarifes en hores punta d'aproximadament el 200% i tarifes en hores punta mitjanes d'aproximadament el 150% de la tarifa fora de les hores punta per kWh.
Austràlia té normes nacionals per a la resposta a la demanda (sèrie AS/NZS 4755), que els distribuïdors d'electricitat han implementat a tot el país durant diverses dècades, per exemple, controlant escalfadors d'aigua d'emmagatzematge, aparells d'aire condicionat i bombes de piscina. El 2016, es va afegir a la sèrie d'estàndards com gestionar l'emmagatzematge d'energia elèctrica (per exemple, bateries).

## Descàrrega
Quan es produeix la pèrdua de càrrega (la capacitat de generació cau per sota de la càrrega), les companyies elèctriques poden imposar la reducció de la càrrega a les zones de servei mitjançant apagades selectives, apagades progressives o un programa de reducció de càrrega d'emergència (ELRP) mitjançant acords amb consumidors industrials d'alt ús específics per apagar els equips en moments de màxima demanda a tot el sistema.

### Aplicació de xarxa intel·ligent
Les aplicacions de xarxes intel·ligents milloren la capacitat dels productors i consumidors d'electricitat per comunicar-se entre ells i prendre decisions sobre com i quan produir i consumir energia elèctrica. Aquesta tecnologia emergent permetrà als clients passar d'una resposta a la demanda basada en esdeveniments, on la companyia elèctrica sol·licita la descàrrega, a una resposta a la demanda més basada en les 24 hores del dia, els 7 dies de la setmana, on el client veu incentius per controlar la càrrega tot el temps. Tot i que aquest diàleg d'anada i tornada augmenta les oportunitats de resposta a la demanda, els clients encara estan influenciats en gran manera pels incentius econòmics i són reticents a cedir el control total dels seus actius a les empreses de serveis públics.

## Sol·licitud de recursos d'energia distribuïda renovables intermitents
La xarxa elèctrica moderna està fent una transició de les estructures de serveis públics integrades verticalment tradicionals a sistemes distribuïts a mesura que comença a integrar una major penetració de la generació d'energia renovable. Aquestes fonts d'energia sovint tenen una distribució difusa i són intermitents per naturalesa. Aquestes característiques introdueixen problemes en l'estabilitat i l'eficiència de la xarxa, la qual cosa comporta limitacions en la quantitat d'aquests recursos que es poden afegir eficaçment a la xarxa. En una xarxa elèctrica tradicional integrada verticalment, l'energia la proporcionen els generadors elèctrics que són capaços de respondre als canvis en la demanda. La producció d'energia mitjançant recursos renovables es regeix per les condicions ambientals i, en general, no és capaç de respondre als canvis en la demanda. S'ha demostrat que el control responsiu sobre càrregues no crítiques connectades a la xarxa és una estratègia eficaç capaç de mitigar les fluctuacions no desitjades introduïdes per aquests recursos renovables. D'aquesta manera, en comptes de que la generació respongui als canvis en la demanda, la demanda respon als canvis en la generació. Aquesta és la base de la resposta a la demanda. Per implementar sistemes de resposta a la demanda, cal coordinar un gran nombre de recursos distribuïts mitjançant sensors, actuadors i protocols de comunicació. Per ser eficaços, els dispositius han de ser econòmics, robustos i, alhora, eficaços a l'hora de gestionar les seves tasques de control. A més, un control eficaç requereix una forta capacitat per coordinar grans xarxes de dispositius, gestionant i optimitzant aquests sistemes distribuïts tant des d'un punt de vista econòmic com de seguretat.

## Tecnologies per a la reducció de la demanda
Hi ha tecnologies disponibles, i n'hi ha més en desenvolupament, per automatitzar el procés de resposta a la demanda. Aquestes tecnologies detecten la necessitat de descàrrega, comuniquen la demanda als usuaris participants, automatitzen el descàrrega i verifiquen el compliment dels programes de resposta a la demanda. GridWise i EnergyWeb són dues importants iniciatives federals als Estats Units per desenvolupar aquestes tecnologies. Les universitats i la indústria privada també estan fent recerca i desenvolupament en aquest àmbit. Les solucions de programari escalables i completes per a la DR permeten el creixement empresarial i industrial.

## Clients industrials
Els clients industrials també proporcionen resposta a la demanda. En comparació amb les càrregues comercials i residencials, les càrregues industrials tenen els següents avantatges: la magnitud del consum d'energia d'una planta de fabricació industrial i el canvi de potència que pot proporcionar són generalment molt grans; a més, les plantes industrials solen tenir ja les infraestructures de control, comunicació i participació al mercat, cosa que permet la provisió de resposta a la demanda; a més, algunes plantes industrials com la foneria d'alumini són capaces d'oferir ajustos ràpids i precisos en el seu consum d'energia. Per exemple, Warrick Operation d'Alcoa participa en MISO com a recurs qualificat de resposta a la demanda, i Trimet Aluminium utilitza la seva foneria com a bateria negativa a curt termini. La selecció d'indústries adequades per a la provisió de resposta a la demanda es basa normalment en una avaluació del que s'anomena valor de la càrrega perduda. Alguns centres de dades estan situats allunyats per a la redundància i poden migrar càrregues entre ells, alhora que realitzen resposta a la demanda.

## Inconvenients a curt termini per a beneficis a llarg termini
Reduir la càrrega durant els pics de demanda és important perquè redueix la necessitat de noves centrals elèctriques. Per respondre a l'alta demanda punta, les companyies elèctriques construeixen centrals i línies amb una gran inversió de capital. La demanda màxima només es produeix unes poques vegades a l'any, de manera que aquests actius funcionen a una petita fracció de la seva capacitat. Els usuaris d'electricitat paguen aquesta capacitat inactiva a través dels preus que paguen per l'electricitat. Segons la Demand Response Smart Grid Coalition, entre el 10% i el 20% dels costos d'electricitat als Estats Units es deuen a la demanda màxima durant només 100 hores de l'any. La RD és una manera que tenen les companyies elèctriques de reduir la necessitat de grans despeses de capital i, per tant, mantenir les tarifes més baixes en general; tanmateix, hi ha un límit econòmic a aquestes reduccions perquè els consumidors perden el valor productiu o de conveniència de l'electricitat no consumida. Per tant, és enganyós fixar-se només en l'estalvi de costos que pot produir la resposta a la demanda sense tenir en compte també allò que el consumidor renuncia en el procés.